# Ariadne-Ragwurz
Die Ariadne-Ragwurz oder Karpathos-Ragwurz (Ophrys ariadnae) ist eine Pflanzenart aus der Gattung der Ragwurzen (Ophrys) innerhalb der Familie der Orchideen (Orchidaceae).

## Merkmale
Die Ariadne-Ragwurz ist ein ausdauernder Knollengeophyt, der Wuchshöhen von 10 bis 40 Zentimeter erreicht. Die Narbenhöhle ist 0,1 bis 0,2-mal so hoch wie die Lippenlänge, ihre Seitenwände sind gerade. Die Lippe ist mit 12 bis 16 Millimeter relativ breit, die breiteste Stelle ist in der Mitte. Die seitlichen Lappen sind klein, nach unten gekrümmt und liegen mehr oder weniger deutlich an der Lippe an. Das Mal ist oft stark verzweigt.
Die Ariadne-Ragwurz ähnelt Ophrys cretica, ist aber größer. Ihre Lippe ist deutlich größer die von Ophrys cretica und weist eine vielgestaltigere und kompliziertere Zeichnung auf. Es gibt über 30 verschiedene Zeichnungen. Bei Pflanzen von Karpathos hat die Zeichnung oft Ähnlichkeit mit dem Rokokostil und ist überladen.

## Ökologie
Die Ariadne-Ragwurz hat zwei Blütezeiten: Pflanzen in Höhenlagen bis 400 Meter blühen von Ende Januar bis Mitte März, in höheren Lagen bis 1100 Meter von Mitte März bis Anfang Mai. Auf Kreta tragen Pflanzen aus der zweiten Blühperiode eine einfachere und dunklere Zeichnung.
Die Art wird durch eine Unterart der Gemeinen Trauerbiene (Melecta albifrons subsp. albovaria) bestäubt.

## Vorkommen
Ophrys ariadnae kommt auf den Kykladen, in Zentral- und Ost-Kreta, auf Karpathos, auf Rhodos und Samos vor. Sie wächst in lichten Wäldern, Gebüschen, Olivenhainen, Gebüschen, Grasfluren, Phrygana, Kulturterrassen und Ödland in Höhenlagen von Meereshöhe bis 1100 Meter. Die Standorte sind meist trocken, sandig und offen.

## Taxonomie und Systematik
Die Ariadne-Ragwurz wurde als Art 1994 von Hannes F. Paulus in Journal Europäischer Orchideen Band 26, Teil 3–4, Seite 635 als Ophrys ariadnae erstbeschrieben. Synonyme für Ophrys ariadnae sind Ophrys cretica (Vierh.) E.Nelson subsp. karpathensis E.Nelson (gültiges Epithet im Rang der Unterart), Ophrys cretica subsp. naxia E.Nelson, Ophrys cretica subsp. ariadnae (Paulus) H.Kretzschmar und Ophrys kotschyi H.Fleischm. & Soó subsp. ariadnae (Paulus) Faurh.
Auf Kreta bildet Ophrys ariadnae Hybriden mit Ophrys spruneri, Ophrys bombyliflora, Ophrys mammosa und Ophrys heldreichii.

## Belege
1. 1 2  Ralf Jahn, Peter Schönfelder: Exkursionsflora für Kreta. Mit Beiträgen von Alfred Mayer und Martin Scheuerer. Eugen Ulmer, Stuttgart (Hohenheim) 1995, ISBN 3-8001-3478-0.
2. 1 2 3  Antonis Alibertis: Die Orchideen von Kreta und Karpathos. Kuwidis & Manuras, Heraklion 1997.
3. 1 2  Helmut Baumann, Siegfried Künkele und Richard Lorenz: Orchideen Europas mit angrenzenden Gebieten. Verlag Eugen Ulmer, Stuttgart, 2006, Seite 150.
4. ↑  ICBN Art. 37.2 und 37.4
5. ↑  Ophrys cretica subsp. ariadnae. In: POWO = Plants of the World Online von Board of Trustees of the Royal Botanic Gardens, Kew: Kew Science, abgerufen am 11. Mai 2020.